# Mariä Krönung (Oberried)

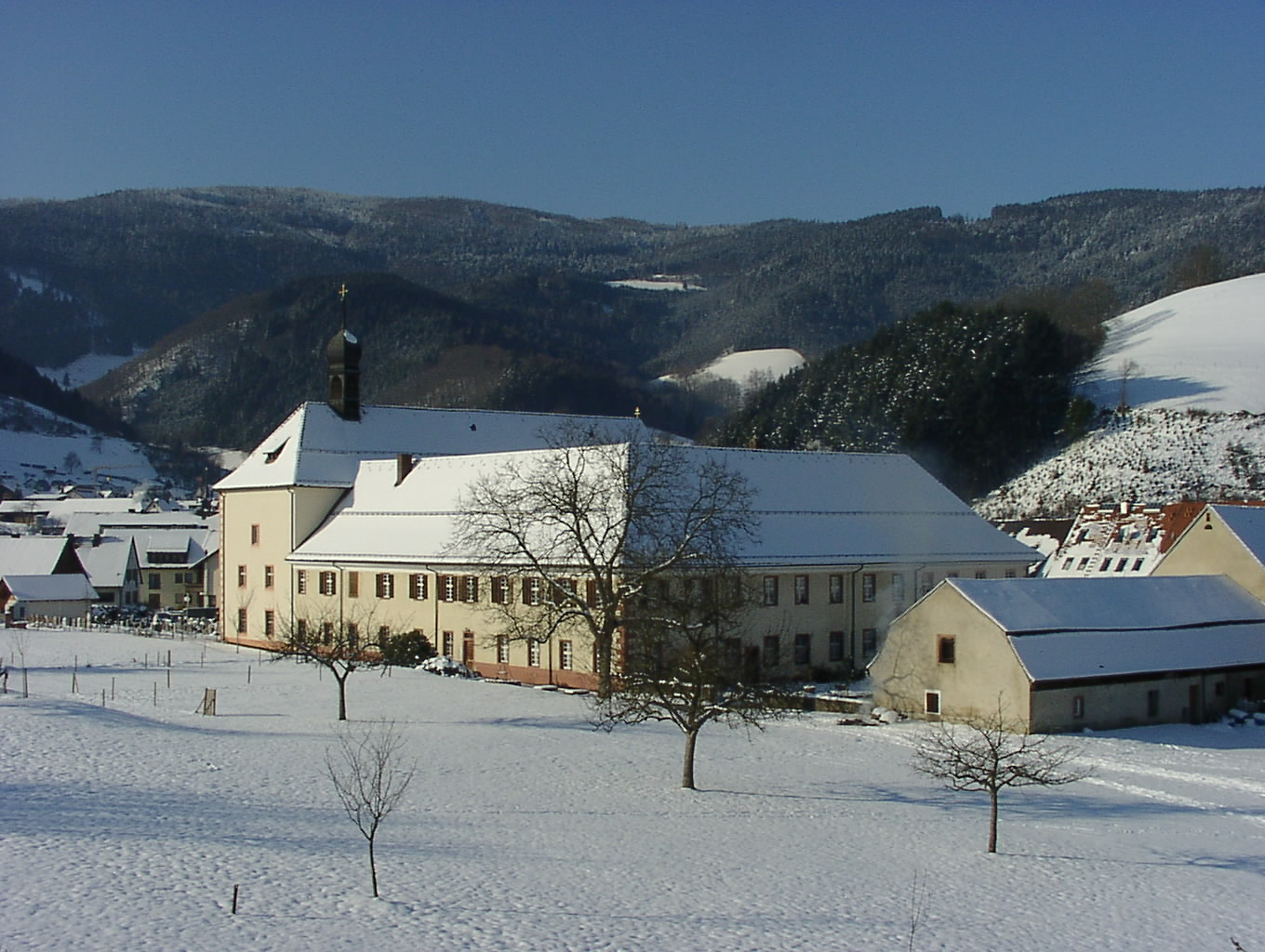
Ehemaliges Kloster und Kirche Mariä Krönung Oberried von Nordosten gesehen

Die Kirche Mariä Krönung ist die römisch-katholische Pfarrkirche von Oberried und gehört zur Seelsorgeeinheit Dreisamtal im Dekanat Neustadt des Erzbistums Freiburg. Bis zu dessen Aufhebung im Jahr 1806 war sie auch Konventkirche des Klosters Oberried.

## Baugeschichte
1684 wurde unter Prior Benedikt Hefelin mit dem Neubau des Wilhelmiten-Konvents in Oberried begonnen. Die Baupläne stammen von dem Franziskanerbruder Vitus Rastpichler (1617–1699), die Ausführung erfolgte durch Jakob Martin aus Freiburg (Maurerarbeiten) und Lorenz Zipfel aus Kirchzarten (Zimmerarbeiten). 1687 war das Klostergebäude bezugsfertig, und der Grundstein für die Kirche wurde gelegt. Nachdem 1698 der erste Gottesdienst gehalten wurde, fand die eigentliche Kirchweihe am 9. Mai 1699 durch den Konstanzer Weihbischof Konrad Ferdinand Geist von Windegg statt. Die Benediktiner-Abtei St. Blasien übernahm das Kloster Oberried 1724 und unterhielt es bis zur Auflösung im Jahr 1806. 1786 wurde die Pfarrei Oberried, vormals Filiale von Kirchzarten, errichtet und die Seelsorge den Benediktinern übertragen. Der Konventsbau wird heute von der Gemeindeverwaltung und der Pfarrei genutzt.

## Ausstattung

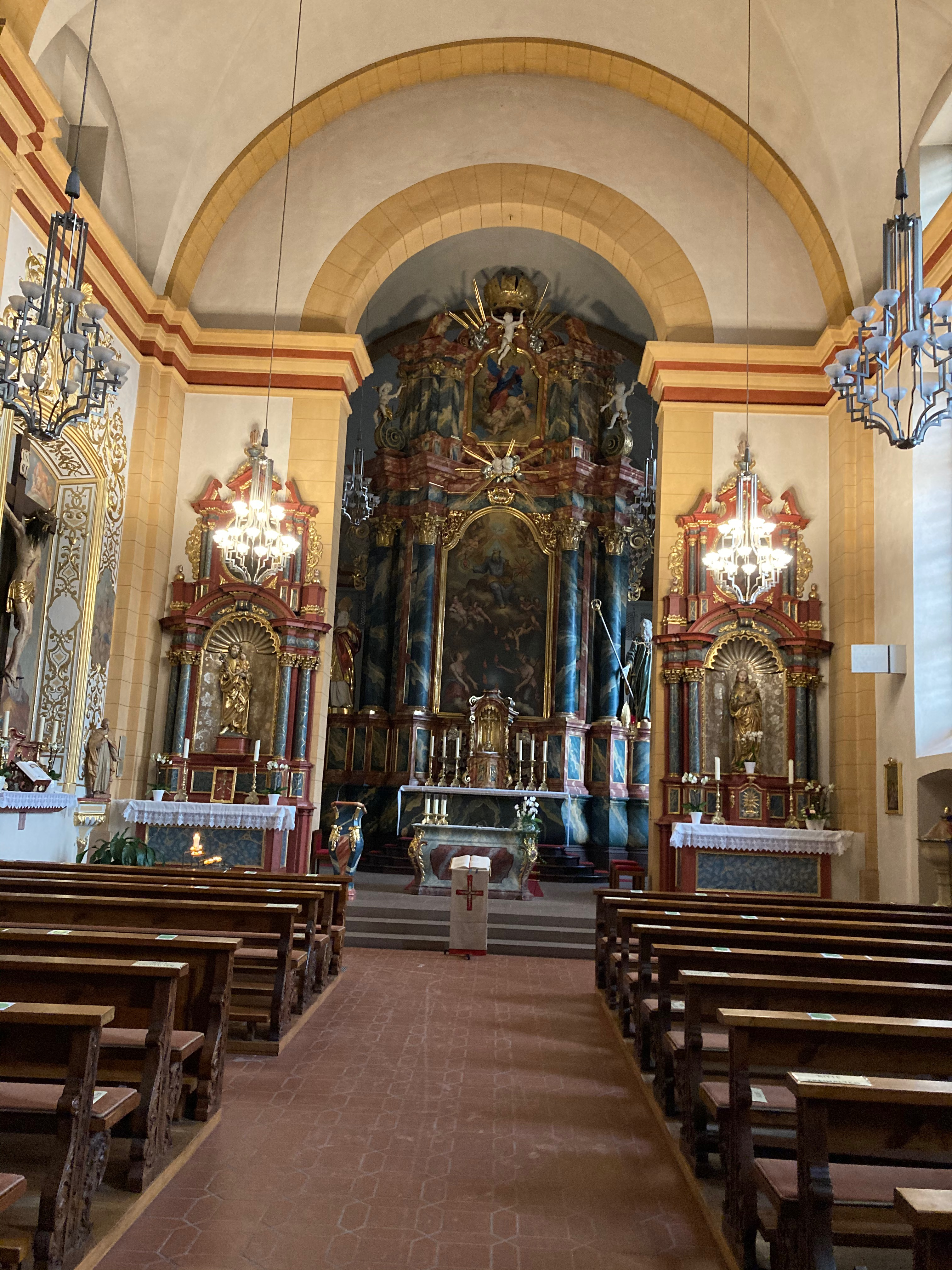
Blick auf die Altäre

Der einschiffige geostete Saalbau (40 m Länge, 12 m Breite und 13 m Höhe) wird durch den Chorbogen in Gemeinde- und Chorraum gegliedert. Der Altarraum befindet sich im ersten Chorjoch. Das zweite Joch dahinter ist in zwei Ebenen unterteilt: Im Erdgeschoss befindet sich die Sakristei, darüber der Mönchschor. Nach einer 1995 erfolgten Renovierung zeigt sich die Kirche heute wieder in ihrer ursprünglichen Farbfassung. Die Ausstattung ist vor allem ein Zeugnis des Wirkens der Benediktiner unter Franz Schächtelin (Prior in Oberried, 1727–1749 Abt von St. Blasien) und des Ordensoberen Cajetan Fraenklin (1729–1742).

### Hochaltar
Der mächtige, 1737/38 vollendete Hochaltar wurde vom Freiburger Schreinermeister Melchior Rambach erbaut und vom Bonndorfer Maler Philipp Metzger farblich gefasst. Der im Dienst von St. Blasien stehende Künstler Gottlieb Reble schuf 1730 das Altarbild, dessen Bildprogramm von Franz Schächtelin  stammt: In der rechten Hand Gottes ruht das Herz Jesu, in der linken das Herz Mariens, beide entflammt von der Liebe Gottes zu den Menschen. Engel geleiten diese Liebe zu den Menschen und gleichzeitig von Liebe entflammte Menschenherzen zu Gott.
Johann Christian Wentzinger (1710–1797) gestaltete neben den Engelsfiguren die Statuen des Hl. Benedikt (rechts, Ordensvater des früheren Klosters Oberried) und des Hl. Blasius (links, Zeichen der Zugehörigkeit zur Abtei St. Blasien).

### Mönchschor
Das in einem hölzernen Aufbau mit gemalter Stuckimitation arrangierte Altarbild zeigt die Krönung Marias. Die Signatur Joachim Reiber mit der Jahreszahl 1613 verweist darauf, dass es im Auftrag des damaligen Priors Johann Ulrich Roth (1597–1634) für das Wilhelmitenkloster in Freiburg gemalt wurde, welches von 1262 bis 1682 in der Schneckenvorstadt bestand.

### Seitenaltäre
Ursprünglich befanden sich statt der heutigen Figuren in den Mittelfeldern Altarbilder. Der rechte Seitenaltar ist Maria geweiht, deren auf der Mondsichel stehende Statue um 1500 entstand. Das Bild im Altarauszug zeigt Simon Stock, der als Karmelitengeneral von Maria das Skapulier empfängt. Die Figur des Josefs-Altars stammt von Joseph Dettlinger (1865–1937) aus Freiburg und ist eine Nachbildung der spätgotischen St. Felix-Statue aus Reute/Breisgau. Das Bild im Auszug zeigt die Taufe Jesu.

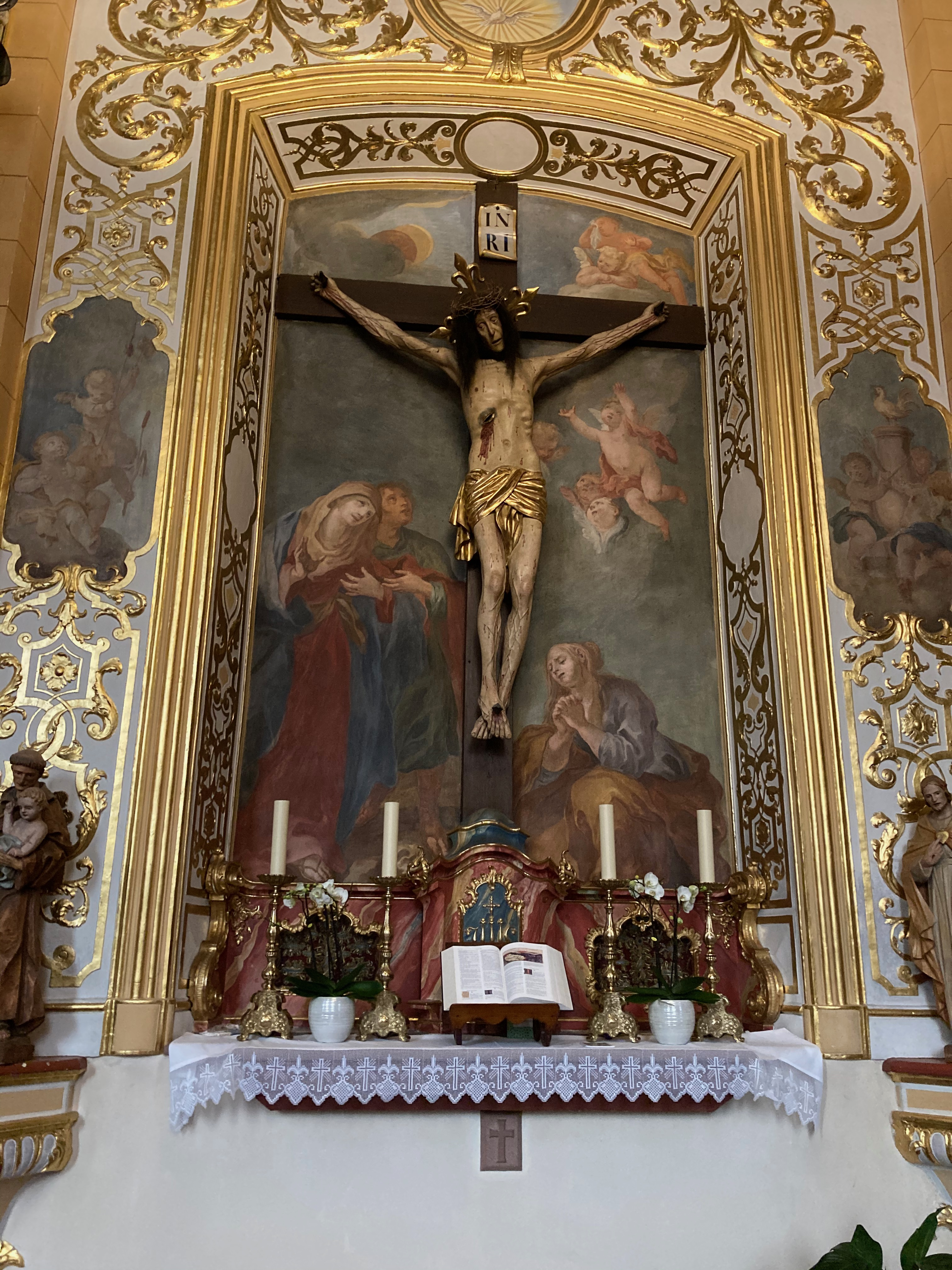
Wallfahrtskreuz

### Wallfahrtskreuz
Die Wilhelmiten pflegten eine Bruderschaft zum Hl. Kreuz, deren Wallfahrtsziel der in die nördliche Wand eingelassene Kreuzaltar war. Er beherbergt einen Kruzifixus, der nach Aufgabe des Freiburger Wilhelmitenklosters nach Oberried kam und 1628 erneuert wurde. Der 214 cm große Körper Jesu ist aus neun Einzelteilen zusammengesetzt und anatomisch ungewöhnlich genau, einschließlich der Verwendung von menschlichem Haar für Bart und Kopfhaar. Unterhalb des Kreuzes befindet sich ein Reliquienschrein.

### Kanzel und Gestühl
Die vom Kloster her begehbare Kanzel entstand um 1700, ebenso vermutlich das Gestühl mit geschnitzten Wangen (Datierung 1712 an der letzten Bank links).

### Kreuzweg und Tafelbilder
Die 14 Kreuzwegsstationen werden Simon Göser (1735–1816) zugeschrieben. Die beiden Tafelbilder an den Chorwänden waren wohl einmal Teil der Seitenaltäre. An der rechten Chorwand findet sich die Bekehrung des Hl. Wilhelm durch den Hl. Bernhard nach einer barocken Bernhard-Ikonographie aus dem 18. Jahrhundert. Das linke, gleichformatige Bild zeigt die drei Erzengel Michael (Seelenwaage), Raphael (Stab und Fisch) und Gabriel (Lilie).

### Orgel
Für das Jahr 1856 ist ein Orgelneubau durch Leo Risch, Hugstetten, überliefert, der nach Rischs Tod beendet wurde durch seinen Geschäftsführer Eduard Stadtmüller, welcher 1866 eine Reparatur ausführte. Bei einem Umbau, vermutlich durch Gustav Merklin, wurde 1872 der frühere Spielschrank aufgegeben und ein Spieltisch vor der Orgel aufgestellt. Um 1960 wurde das gesamte Instrument Richtung Westwand versetzt. 1972 erfolgte eine Instandsetzung durch die Firma Fischer & Krämer, Endingen (u. a. neue Prospektpfeifen aus Zinn, Austausch von Holzpfeifen wegen Holzwurmbefall), bis die Orgel in den Jahren 1991–1995 ihre heutige Gestalt erhielt. Unter Aufsicht von Orgelinspektor Hans Musch und Bernd Sulzmann als Sachverständigen des Denkmalamts wurden das vorhandene Pfeifenwerk des Hauptwerks und Pedals sowie die Technik überholt. Durch Versetzung der Windanlage ins Chorpodium entstand im Untergehäuse Platz für ein zweites Manual, das die ursprüngliche Disposition mit romantischen Farben erweitert. Zugleich erhielt das Instrument einen neuen Spieltisch. Die Arbeiten führte Freiburger Orgelbau, March-Hugstetten, aus. Die Orgel besitzt mechanische Spiel- und Registertraktur (Kegellade).
| I Hauptwerk C–f3 |     |
| Bourdon          | 16′ |
| Principal        | 8′  |
| Bordun           | 8′  |
| Gamba            | 8′  |
| Salicional       | 8′  |
| Oktave           | 4′  |
| Flöte            | 4′  |
| Oktave           | 2′  |
| Mixtur III       | 2′  |

| II Nebenwerk C–f3 |       |
| Flöte             | 8′    |
| Liebl. Gedeckt    | 8′    |
| Dolce             | 8′    |
| Vox coelestis     | 8′    |
| Fugara            | 4′    |
| Traversflöte      | 4′    |
| Quinte            | 2 ⁄3′ |
| Piccolo           | 2′    |
| Harmonia aetherea | 2 ⁄3′ |
| Clarinette        | 8′    |

| Pedal C–d1 |                   |
| Subbaß     | 16′ (1972)        |
| Oktavbaß   | 08′ (1972)        |
| Flötbaß    | 04′ (1991)        |
| Fagott     | 16′ (1991)        |
| Posaunbaß  | 08′ (Becher 1972) |

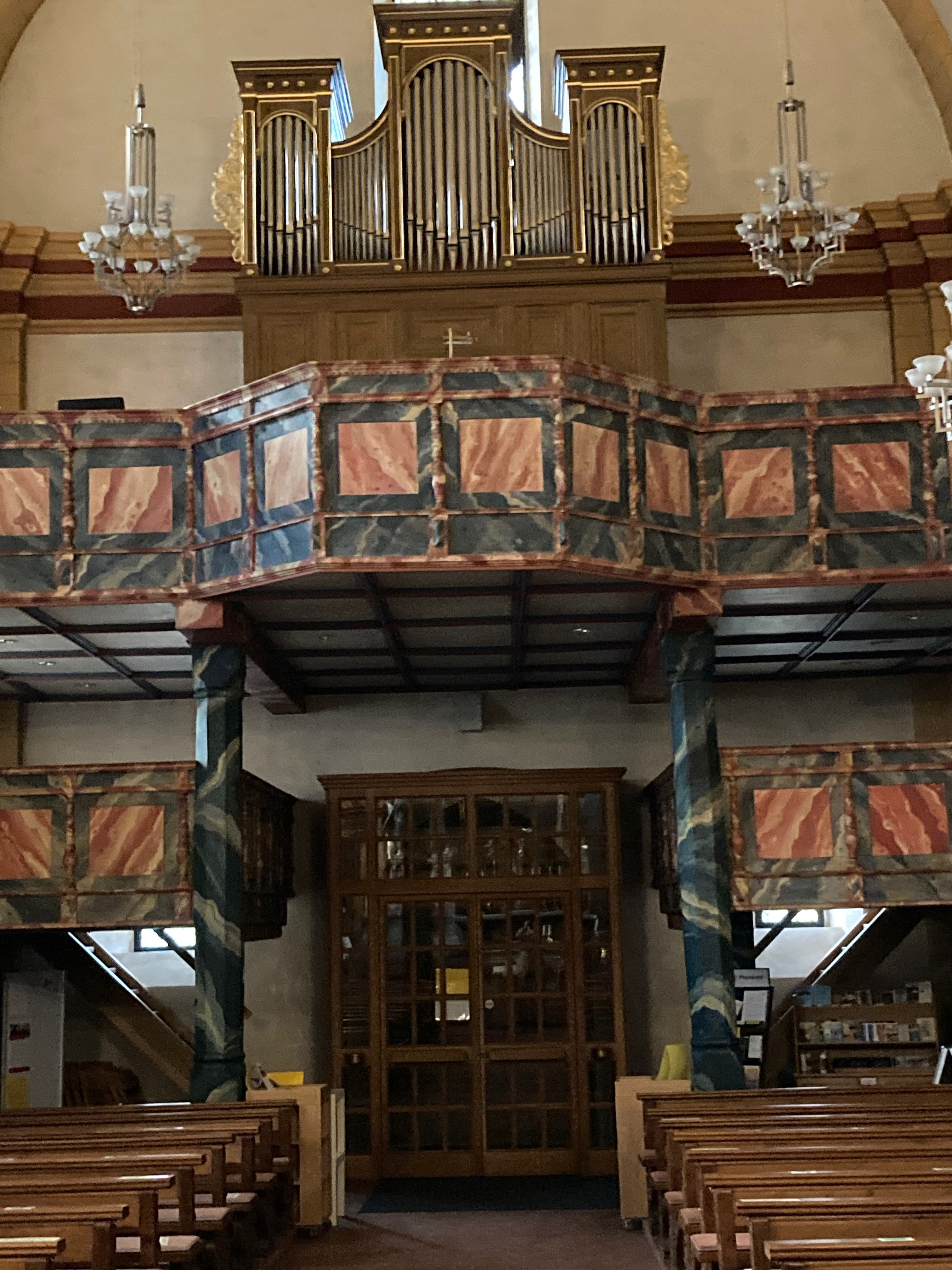
Emporen und Orgel

- Koppeln: I/II, I/P und II/P als Hakentritte
- Nebenregister: Feste Kombinationen  als Hakentritte: Piano, Forte, Tutti, Tremulant (auf beide Manuale wirkend)
- Anmerkungen

1. ↑  ab c°
2. ↑  ab c'' überblasend
3. ↑  ab c°
4. ↑  überblasend
5. ↑  Gebrauchtregister 19. Jhdt.

### Glocken
Im Dachreiter befinden sich drei kleine Glocken mit den Schlagtönen d"+7, f"+7 und g"+7. Von den ursprünglichen Glocken ist noch eine erhalten, die 1699, zur Zeit der Fertigstellung der Kirche, von Ignaz Joseph Thovvenel aus Lothringen gegossen wurde. Die anderen beiden fielen der Beschlagnahme zu Rüstungszwecken während des Zweiten Weltkriegs zum Opfer. Sie wurden 1951 durch zwei neue Glocken der Glockengießerei Bachert ersetzt.